# Mario Efrain Gómez
Mario Gómez (Bogotá, Colombia; 6 de marzo de 1986) es un exfutbolista colombiano. Jugaba como mediocampista y se retiró en Charlotte Eagles de Estados Unidos.

## Trayectoria

### Santa Fe
Mario Gómez salió de las inferiores de Independiente Santa Fe, club de su ciudad natal, y con el cual debutó como futbolista profesional en el año 2005. En el expreso rojo, jugaría hasta 2007, siendo una alternativa en el onceno cardenal. Para el 2008, Mario Efraín, se iría a préstamo por un año al Atlético Juventud, que tenía un convenio con 
Independiente Santa Fe para que el equipo bogotano prestara sus jugadores para que estos tuvieran minutos, y así coger experiencia. Para el segundo semestre del 2008, Gómez fue al Deportes Quindío. 
Para el 2009, regresaría a Santa Fe. Durante ese año, tendría actuaciones destacadas, y en el segundo semestre del año, ganó la Copa Colombia 2009, dándole una alegría a la hinchada santafereña. En Independiente Santa Fe, seguiría teniendo buenas actuaciones y para acabar su segunda etapa en el rojo bogotano, ganó el El apertura 2012, terminando así con 36 años y medio sin títulos de liga para Independiente Santa Fe.

### Deportivo Pasto y Charlotte Eagles
Después de conseguir la gloria con Independiente Santa Fe, y meterse en el corazón de la hinchada, Gómez se fue a jugar al Deportivo Pasto donde estaría un año, y después saldría de Colombia para jugar en Charlotte Eagles, club de los Estados Unidos donde se retira en 2014.

## Clubes
| Club              | País           | Año         |
| ----------------- | -------------- | ----------- |
| Santa Fe          | Colombia       | 2005 - 2007 |
| Atlético Juventud | Colombia       | 2008        |
| Deportes Quindío  | Colombia       | 2008        |
| Santa Fe          | Colombia       | 2009 - 2012 |
| Deportivo Pasto   | Colombia       | 2013        |
| Charlotte Eagles  | Estados Unidos | 2014        |

## Palmarés

### Campeonatos nacionales
| Título          | Club     | País     | Año  |
| --------------- | -------- | -------- | ---- |
| Copa Colombia   | Santa Fe | Colombia | 2009 |
| Torneo Apertura | Santa Fe | Colombia | 2012 |